# Sommariva Perno
Sommariva Perno là một đô thị tại tỉnh Cuneo trong vùng Piedmont của Italia, located in Roero about 40 km về phía đông nam của Torino và khoảng 50 km về phía đông bắc của Cuneo. Tại thời điểm ngày 31 tháng 12 năm 2004, đô thị này có dân số 2.800 người và diện tích 17,4 km².
Đô thị Sommariva Perno có các frazioni (đơn vị cấp dưới, chủ yếu là các làng) Valle Rossi, San Giuseppevà Villa.
Sommariva Perno giáp các đô thị: Baldissero d'Alba, Corneliano d'Alba, Monticello d'Alba, Pocapaglia, Sanfrè và Sommariva del Bosco.